# 우림관코박쥐
우림관코박쥐(Murina pluvialis)는 애기박쥐과에 속하는 박쥐의 일종이다. 인도의 토착종이다.

## 특징
작은 크기의 박쥐로 몸길이는 44mm, 전완장은 36.6mm, 꼬리 길이 34mm이다. 발 길이는 6.5mm, 귀 길이는 16mm이다.